# Suzy Carrier
Suzy Carrier (Moulins, 13 de novembro de 1922 - Grasse, 29 de novembro de 1999) foi uma atriz francesa. Foi conhecida pelo seu trabalho em Les clandestins (1946), Bichon (1948) e Marie-Antoinette reine de France (1956).

## Biografia
Suzanne Hélène Carrier nasceu em 13 de novembro de 1922, em Moulins, no departamento de Allier. Seu pai, Albert Carrier, era um cozinheiro e a sua mãe, Catherine Birot, era uma empregada doméstica. Órfã aos dois anos, Suzy Carrier foi criada pela avó numa família burguesa de Vichy. Decidida a ser atriz de cinema, apesar da oposição da família, foi formada por René Alexandre (1885-1946) e, aos 18 anos, foi colocada em primeiro lugar no exame de admissão do Conservatório.
Em 1942, Jean Delannoy ofereceu-lhe o papel de Sybille de Ransac em Pontcarral, colonel d'Empire, ela então fez uma série de filmes. Em 1957, um grave acidente automobilístico em Paris, na rue de Ponthieu, encerrou abruptamente sua carreira. Ela recupera a consciência após três dias de coma, mas tem problemas de memória. Após quatro anos de convalescença, ela decidiu abandonar o cinema.
Casou-se pela segunda vez com o conde Alexandre Borgia (da famosa família Borgia de Florença) e tornou-se gerente de um complexo comercial em Courchevel durante o inverno e de um hotel em Cap d'Antibes durante o verão  . Ela repousa no cemitério de Sainte-Brigitte de Grasse sob um pedaço de terra  .

## Filmografia
- 1942 : Pontcarral, colonel d'Empire de Jean Delannoy - (Sybille)
- 1942 : Secrets de Pierre Blanchar - (Claire)
- 1942 : Étoiles de demain - court métrage - de René Guy-Grand - (Dans son propre rôle)
- 1943 : L'Escalier sans fin de Georges Lacombe - (Anne Périer)
- 1943 : L'aventure est au coin de la rue de Jacques Daniel-Norman - (Arlette)
- 1945 : Les Clandestins d'André E. Chotin - (Yvonne)
- 1945 : Dorothée cherche l'amour d'Edmond T. Gréville - (Dorothée)
- 1946 : Gringalet d'André Berthomieu - (Josette)
- 1946 : Désarroi de Robert-Paul Dagan
- 1946 : Pas si bête d'André Berthomieu - (Nicole, la cousine de Léon)
- 1947 : Bichon de René Jayet - (Christiane)
- 1947 : Le Diamant de cent sous de Jacques Daniel-Norman
- 1947 : Un flic de Maurice de Canonge - (Josette)
- 1947 : Une mort sans importance d'Yvan Noë - (Suzy)
- 1947 : Halte... Police ! de Jacques Séverac - (Nicole Artaud)
- 1948 : La vie est un rêve de Jacques Séverac
- 1948 : Trois Garçons, une fille de Maurice Labro - (Christine Dourville)
- 1949 : Histoires extraordinaires de Jean Faurez - un court métrage en est sorti en 1954 sous le titre : L'Invitation à la valse - (Léontine)
- 1950 : Dakota 308 de Jacques Daniel-Norman - (Clara Sanders)
- 1950 : Les vacances finissent demain d'Yvan Noé - (Denise)
- 1950 : Les Mémoires de la vache Yolande d'Ernst Neubach - (Isabelle)
- 1953 : L'Invitation à la valse - court métrage - de Jean Faurez
- 1953 : Le Père de Mademoiselle de Marcel L'Herbier - (Françoise Marinier)
- 1954 : Fantaisie d'un jour de Pierre Cardinal - (Thérèse Bénard)
- 1955 : Marie-Antoinette reine de France de Jean Delannoy - (Madame Elisabeth)
- 1974 : Seul le vent connaît la réponse de Alfred Vohrer - petit rôle non crédité

## Teatro
- 1943 : La Dame de minuit de Jean de Létraz, direção de Denis d'Inès, Théâtre de l'Apollo
- 1950 : La Grande Pauline et les Petits Chinois de René Aubert, direção de Pierre Valde,  Théâtre de l'Étoile